# Смаль, Наталья Николаевна
Наталья Николаевна Смаль (10 марта 1983, Жукля) — украинская дзюдоистка средней весовой категории, выступает за сборную Украины с 2002 года. Участница двух летних Олимпийских игр, дважды бронзовая призёрка чемпионатов Европы в командной дисциплине, победительница многих турниров национального и международного значения. Мастер спорта Украины международного класса. Также известна как самбистка, многократная чемпионка Европы и мира по спортивному самбо.

## Биография
Наталья Смаль родилась 10 марта 1983 года в селе Жукля Корюковского района Черниговской области Украинской ССР. Активно заниматься дзюдо начала в юности, проходила подготовку в спортивном клубе ЗСУ-Украина под руководством тренеров Анатолия и Александра Маркиных.
Впервые заявила о себе 2001 году, когда выиграла бронзовую медаль на юниорском международном турнире класса «А» в Киеве. Год спустя дебютировала во взрослом Кубке мира, в частности на этапе в Софии заняла седьмое место. Ещё через год впервые стала чемпионкой Украины, на соревнованиях в Днепропетровске одолела всех соперниц в средней весовой категории.
В 2005 году Смаль получила бронзу на этапе Кубка мира в Минске, а также взяла серебро на мемориальном турнире Владимира Гулилова в Красноярске и на молодёжном чемпионате Европы в Киеве. В следующем сезоне была второй в зачёте украинского национального первенства, проиграв в финале Марине Прищепе. Благодаря череде удачных выступлений удостоилась права защищать честь страны на летних Олимпийских играх 2008 года в Пекине. В первом же поединке на стадии 1/16 финала иппоном уступила немке Аннетт Бём. В утешительных встречах за третье место сумела выиграть один поединок, но затем проиграла испанке Лейре Иглесиас.
Смаль была лучшей на чемпионате Украины 2009 года в Харькове, помимо этого выиграла бронзовую медаль на этапе Кубка мира в Минске, получила серебро на этапе в Улан-Баторе и заняла седьмое место на чемпионате Европы в Тбилиси. В 2010 году одержала победу на этапе мирового кубка в Ташкенте, трижды была бронзовой призёршей на других этапах, завоевала бронзовую медаль в командном зачёте на европейском первенстве в Вене. Сезон 2011 года провела не менее успешно, вновь получила бронзу в командной дисциплине чемпионата Европы, добавила в послужной список несколько серебряных и бронзовых медалей с различных этапов Кубка мира, а также одну золотую — с этапа в Минске.
В 2012 году на чемпионате Украины в Севастополе Смаль стала чемпионкой в личном зачёте и серебряной призёркой в командном. Будучи в числе лидеров сборной Украины по дзюдо, благополучно прошла квалификацию на Олимпийские игры в Лондоне, однако на сей раз в первом же поединке среднего веса потерпела поражение от испанки Сисилии Бланко и лишилась тем самым всяких шансов на попадание в число призёров.
После неудачной лондонской Олимпиады Наталья Смаль осталась в основном составе украинской национальной сборной и продолжила принимать участие в крупнейших международных турнирах. Так, в 2014 году она выиграла бронзовую медаль на Кубке Украины в Сумах и заняла пятое место на этапе Кубка мира в Таллине. В зачёте украинского национального первенства 2015 года, прошедшего в Киеве, стала третьей.
На протяжении всей своей спортивной карьеры Смаль активно участвовала в соревнованиях по самбо и добилась на этом поприще немалых успехов. В частности, она является двукратной чемпионкой мира (2007, 2015) и трёхкратной чемпионкой Европы (2004, 2005, 2015).
Имеет высшее образование, в 2005 году окончила Черниговский национальный педагогический университет имени Т. Г. Шевченко. За выдающиеся спортивные достижения удостоена почётного звания «Мастер спорта Украины международного класса».

## Награды
- Медаль «За труд и доблесть» (15 июля 2019 года) — за достижение высоких спортивных результатов на II Европейских играх у г. Минску (Республика Беларусь), проявленные самоотверженность и волю к победе[4].